# Llengua kol (Nova Britània)
El kol és una llengua parlada en la part oriental de l'illa de Nova Britànnia a Papua Nova Guinea, té uns 4000 parlants.
El kol sembla una llengua aïllada sense parentius provats amb cap altra llengua, encara que podria estar remotament emparentat amb el poc testimoniat idioma sulka.